# Haiti nos Jogos Olímpicos de Verão de 1984
O Haiti competiu nos Jogos Olímpicos de Verão de 1984 em Los Angeles, Estados Unidos. O país retornou aos Jogos Olímpicos após participar do boicote aos Jogos Olímpicos de Verão de 1980. A delegação do Haiti consistiu em dois oficiais e quatro competidores (um atleta, dois esgrimistas e um tenista).

## Resultados por Evento

### Atletismo
Maratona masculina
- Dieudonné LaMothe — 2:52:18 (→ 78º lugar, último colocado)

### Esgrima
Florete Individual Feminino
- Gina Faustin
  - Primeira Rodada — Venceu 2 de 6 partidas (→ não avançou)
- Sheila Viard
  - Primeira Rodada — Venceu 0 de 6 partidas (→ não avançou)

### Tênis
Simples Masculino
- Ronald Agénor
  - Primiera Rodada - Perdeu para Stefan Edberg da Suécia (→ não avançou) Nota: Edberg seria o campeão